# Gigaton
Gigaton ist das elfte Studioalbum der 1990 gegründeten US-amerikanischen Band Pearl Jam. Es erschien am 27. März 2020.

## Entstehung
Das Album wurde erstmals statt mit dem langjährigen Produzenten Brendan O’Brien mit Josh Evans aufgenommen.

## Rezeption
AllMusic schrieb über das Album, es schlage, möglicherweise auch aufgrund des Wechsels des Produzenten „mit der Stärke eines ausgewachsenen Sturms“ zu. Die Webseite vergab vier von fünf Sternen. Der Rolling Stone vergab hingegen zweieinhalb von fünf Sternen und urteilte: „Produktion und Arrangement sind dann nicht mehr entscheidend, wenn das Ausgangsmaterial über weite Strecken einfach nicht gut genug ist.“ So wurde etwa der aus „Na na na“ bestehende Refrain der zweiten Single Superblood Wolfmoon kritisiert.

## Titelliste
1. Who Ever Said – 5:11
2. Superblood Wolfmoon – 3:49
3. Dance of the Clairvoyants – 4:25
4. Quick Escape – 4:47
5. Alright – 3:44
6. Seven o’Clock – 6:14
7. Never Destination – 4:17
8. Take the Long Way – 3:42
9. Buckle Up – 3:37
10. Comes Then Goes – 6:02
11. Retrograde – 5:22
12. River Cross – 5:53

## Chartplatzierungen
| ChartsChartplatzierungen       | Höchstplatzierung | Wochen |
| ------------------------------ | ----------------- | ------ |
| Deutschland (GfK)              | 3 (10 Wo.)        | 10     |
| Österreich (Ö3)                | 1 (8 Wo.)         | 8      |
| Schweiz (IFPI)                 | 2 (12 Wo.)        | 12     |
| Vereinigte Staaten (Billboard) | 5 (2 Wo.)         | 2      |
| Vereinigtes Königreich (OCC)   | 6 (2 Wo.)         | 2      |

| ChartsJahrescharts (2020) | Platzierung |
| ------------------------- | ----------- |
| Schweiz (IFPI)            | 81          |